# Chrysosoma stubbsi
Chrysosoma stubbsi är en tvåvingeart som beskrevs av Grichanov 1997. Chrysosoma stubbsi ingår i släktet Chrysosoma och familjen styltflugor. Inga underarter finns listade i Catalogue of Life.